# Gandra (Esposende)
Gandra is een plaats (freguesia) in de Portugese gemeente Esposende en telt 1254 inwoners (2001).